# Banco Central del Ecuador
El Banco Central del Ecuador es el banco central de Ecuador. Desde su nacimiento, y hasta 2000, fue el banco nacional emisor de la moneda ecuatoriana conocida como sucre. Tras el proceso de adopción del dólar estadounidense como divisa de cambio (dolarización), sus funciones disminuyeron dramáticamente, aunque se mantiene como el ente regulador de las políticas monetarias del país, conservando así parcialmente su soberanía monetaria.

## Historia

### Antecedentes
El proceso de su fundación como banco nacional emisor inicia con las reformas ejercidas por la Revolución Juliana (9 de julio de 1925). La crisis del país, causada por la inconvertibilidad del billete, las emisiones sin respaldo, la inflación, la especulación, el abuso del crédito, el desnivel de la balanza de pagos, la falta de control oficial sobre los bancos y la anarquía y rivalidad bancaria, debía enfrentarse saneando la moneda y regularizando el cambio.
Otros factores, principalmente externos como el fin de la Primera Guerra Mundial, la etapa de depresión estadounidense, el proceso inflacionario y deflacionario que trajo consigo la Primera Guerra Mundial produjeron en el país una crisis económica muy compleja, la crisis del cacao se había acentuado, hubo poca demanda internacional del producto y por si fuera poco, varias plagas infestaron los sembríos cacaoteros.

### Fundación

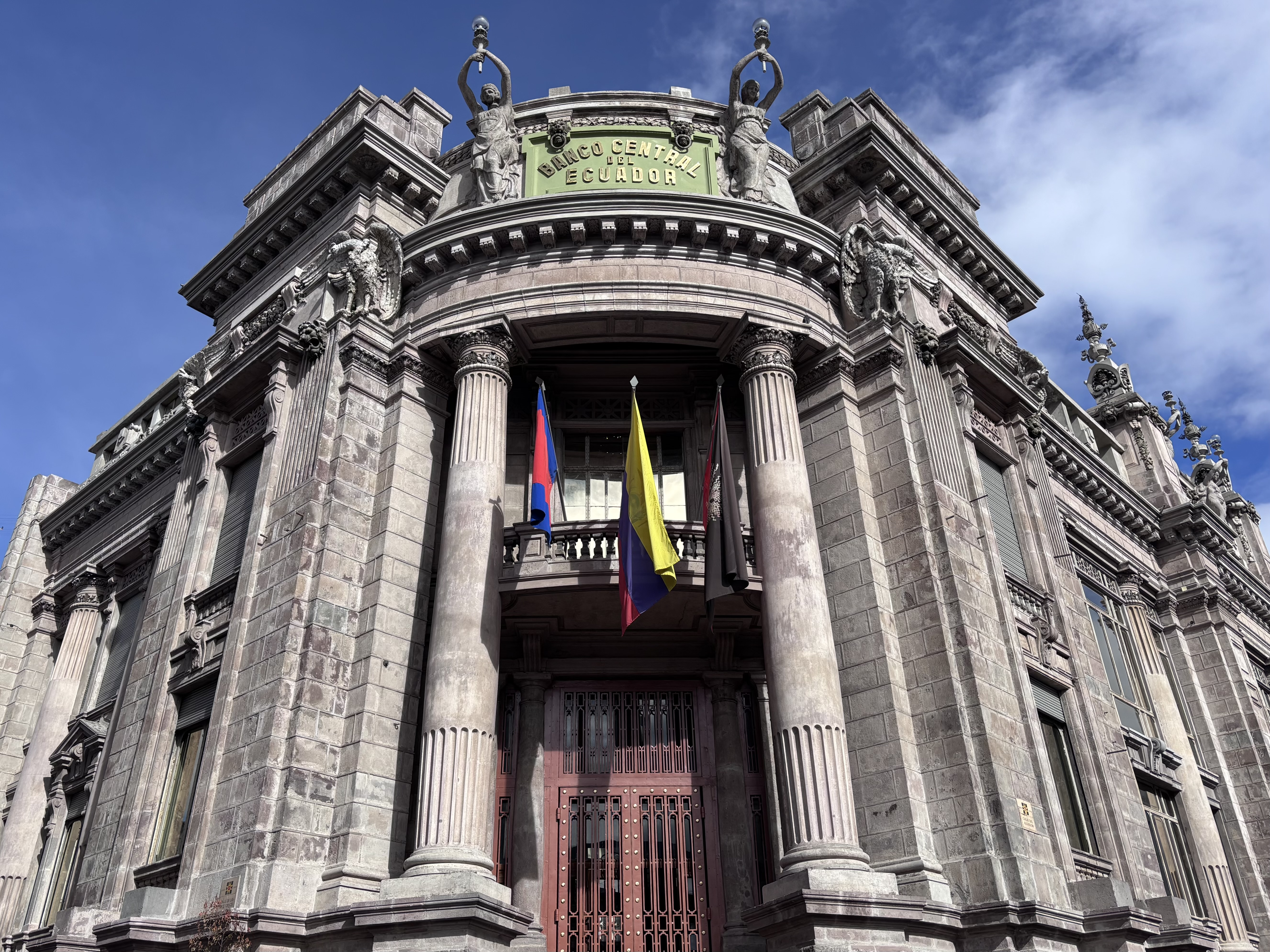
Antiguo Banco Central del Ecuador, primera sede de la entidad en el Centro Histórico de Quito.

Luis Napoleón Dillon, ministro de Hacienda de la época, es considerado como pionero e impulsor del proyecto de creación de una banca central ecuatoriana. El objetivo de la creación de esta entidad era que el país contara con una institución u organismo de emisión, giro, depósito y descuento del Estado. La propuesta de Dillon no triunfó inicialmente, pese a que la ley fue aprobada el 9 de octubre de 1925, el 10 de enero del siguiente año, dimitió la primera junta y pues junto a ella también su iniciador Dillon.
El Banco Central del Ecuador sería el organismo llamado a cumplir estos fines, dentro de un heterogéneo conjunto de reformas de la economía ecuatoriana adoptadas por los militares y civiles congregados alrededor de las ideas julianas. Sin embargo, siendo los aspectos relacionados con el tipo de cambio y al régimen monetario extremadamente sensibles en una economía pequeña y abierta como la ecuatoriana. La propuesta debió madurar, mientras se vencía la inercia de sectores sociales a quienes no interesaban progresos de esa naturaleza. Un paso intermedio se dio el 26 de junio de 1926, al crearse la Caja Central de Emisión y Amortización, organismo encargado de reconocer oficialmente el monto total de los medios de pago y de autorizar provisionalmente la circulación de billetes.
El 18 de octubre de 1926 el presidente Isidro Ayora dispuso que los bancos autorizados a emitir billetes entregaran a la Caja Central de Emisión determinadas cantidades de oro y plata que, en total, sumaban diez millones seiscientos mil sucres. Mientras tanto, la misión presidida por el investigador, economista y profesor de finanzas en Universidad de Princeton Edwin Kemmerer preparaba un extenso conjunto de medidas económicas modernizantes. El ilustre personaje, venía precedido de una inmensa fama por trabajos similares realizados en otros países de América del Sur.
El 11 de febrero de 1927 la Misión Kemmerer presentó a consideración del Gobierno el Proyecto de Ley Orgánica del Banco Central del Ecuador, acompañado de una exposición de motivos. Surgía una compañía anónima autorizada durante 50 años para emitir dinero, redescontar a tasa fija, constituirse en depositaria del gobierno y de los bancos asociados, administrar el mercado de cambios y fungir de agente fiscal. Debido a que las funciones de la nueva institución estaban "íntimamente ligadas a los derechos soberanos del Gobierno y al interés público", el Gobierno estaba llamado a participar en su administración.
El 12 de marzo de 1927 el presidente Isidro Ayora decretó la Ley Orgánica del Banco Central del Ecuador (Registro Oficial N. 283). La preparación del funcionamiento de la nueva institución estuvo a cargo de una Comisión Organizadora, nombrada por el propio Ayora. El 3 de junio del mismo año se aprobaron los estatutos; luego de superar varias dificultades operativas entre la Caja Central de Emisión y la nueva institución. Finalmente el 10 de agosto de 1927 el Banco Central del Ecuador abrió sus puertas en el Edificio Banco Central del Ecuador, actual Museo Numismático, en el Centro Histórico de Quito. El 25 de agosto de 1972 se inauguró la Sucursal Mayor en Guayaquil.

### Evolución
Estabilizar y unificar la moneda fueron los objetivos iniciales del nuevo organismo. Para lograrlo, el Instituto Emisor se valió del “patrón oro de cambio”, régimen monetario que fijaba el precio del sucre en términos de oro; la obligación básica de la autoridad monetaria consistía en mantener fijo ese precio en 0,300933 gramos de oro fino, es decir un quinto del contenido de oro fino del dólar norteamericano de esa época. Esta convertibilidad forzosa coincidió con una crisis económica inusual, la llamada Gran Depresión (1929), que obligó a decretar una nueva moratoria de pagos el 8 de febrero de 1932.
A partir de entonces, la tradicional política de gasto deficitario y crédito (ahora del propio Banco Central) que ya habían financiado la economía ecuatoriana entre 1915 y 1925, recuperó su vigencia.

## Reformas

### Tras la depresión de 1929
La inestabilidad de precios impulsada por el gasto fiscal y la política monetaria expansiva obligó a recurrir a otro consultor, Manuel Gómez Morín, para reformar la Ley del Banco Central y la normativa monetaria relacionada. En la visión de este experto mexicano, la autoridad monetaria debía canalizar el crédito hacia los sectores de la economía considerados críticos en el proceso de desarrollo. Junto a Víctor Emilio Estrada, conspicuo banquero guayaquileño, aconsejó asignar al Banco Central del Ecuador la función de eje en la determinación de los tipos de préstamos ofrecidos por la banca privada al sector productivo mediante la modificación de la tasa de descuento (1937). Las dificultades para ejecutar las recomendaciones de la Comisión Gómez Morín fueron inmensas. No obstante, a partir de entonces las relaciones entre el Gobierno y la banca se vieron profundamente modificadas.

### Tras la Segunda Guerra Mundial
Luego de terminada la Segunda Guerra Mundial, un nuevo repunte de la inflación, junto a graves problemas de balanza de pagos, hizo necesario -una vez más- la comparecencia de técnicos extranjeros. En 1948 el Gerente del Instituto Emisor, Guillermo Pérez Chiriboga, llamó a Robert Triffin, experto del Sistema de Reserva Federal de Estados Unidos. El consultor de Harvard propuso reemplazar la Ley Orgánica del Banco Central por la Ley de Régimen Monetario y la Ley de Cambios Internacionales. De esta manera se consagraban nuevos conceptos: un Directorio del Banco Central del Ecuador en el que participaba el Gobierno (lo que implicaba su corresponsabilidad en el diseño de la política monetaria); la potestad de devaluar la moneda; además, para ejecutar políticas anticíclicas, el Instituto Emisor fue autorizado a conferir préstamos al Estado y al sector productivo; y finalmente, un sistema contable que permitía asumir las nuevas funciones. Se planteaba como objetivo final la estabilidad de los precios y la preservación de una situación financiera solvente.

### Tras el recrudecimiento de la Deuda Externa
Por más de tres décadas este régimen monetario enfrentó con éxito innumerables perturbaciones. Sin embargo, el rigor de la crisis de deuda externa desatada en 1981, los ajustes a los que fue indispensable someter a una economía en desequilibrio, las presiones fiscales, una inflación desbordada y, sobre todo, la necesidad de ordenar nuevamente el conjunto de la economía, a fin de retomar una ruta de crecimiento más apropiada, hizo necesario un nuevo cambio. Con este propósito, en mayo de 1992 se expidió la Ley de Régimen Monetario y Banco del Estado, mediante la cual el Banco Central del Ecuador fue capacitado para intervenir en el sistema financiero mediante operaciones de mercado abierto. Con este poderoso instrumento de política, ha sido posible controlar una inflación inédita en la historia monetaria.[cita requerida]

### Funciones del Banco Central en la dolarización oficial de la economía
Las precondiciones para la adopción de la dolarización estuvieron centradas en la pérdida de credibilidad del sistema monetario nacional, por parte de la mayoría de la población. Recurrentes y hasta explosivas devaluaciones, elevada inflación, caída constante del producto per cápita, estancamiento de la inversión productiva, crisis del sistema financiero y de pagos, elevadas tasas de desempleo y subempleo, fuga masiva de capitales, crisis política, entre otros factores, desembocaron en un cambio de 180 grados que significó un nuevo sistema económico monetario.
Luego de adoptada la dolarización y sobre la base de un esfuerzo institucional de autodefinición, consultas realizadas a la sociedad civil, incorporando la experiencia de los Bancos Centrales europeos luego de la unificación monetaria y con el soporte teórico de la "economía institucional", el Banco Central del Ecuador redefinió sus funciones en el nuevo esquema monetario. A tal efecto, se expidió el Decreto Ejecutivo número 1589 del 13 de junio de 2001, a través del cual se emitió el nuevo Estatuto Orgánico de esta institución, en el que se establece que su misión es : “Promover y coadyuvar a la estabilidad económica del país, tendiente a su desarrollo, para lo cual deberá realizar el seguimiento macroeconómico, contribuir en el diseño de políticas y estrategias para el desarrollo de la nación y, ejecutar el régimen monetario de la República, que involucra administrar el sistema de pagos, invertir la reserva de libre disponibilidad y, actuar como depositario de los fondos públicos y como agente fiscal y financiero del Estado”.
Se pueden mencionar también las siguientes funciones:
- Posibilita que las personas dispongan de billetes y monedas en la cantidad, calidad y en las denominaciones necesarias.
- Facilita los pagos y cobros que todas las personas realizan en efectivo, o a través del sistema financiero privado.
- Evalúa, monitorea y controla permanentemente la cantidad de dinero de la economía, para lo que utiliza como herramienta el encaje bancario.
- Revisa la integridad, transparencia y seguridad de los recursos del Estado que se manejan a través de sus operaciones bancarias.
- Ofrece a las personas, empresas y autoridades públicas información para la toma de decisiones financieras y económicas[4]

### Reservas Internacionales alcanzan el nivel más alto en 20 años
Las reservas internacionales (RI) de Ecuador lograron un récord histórico al llegar a USD 7.377 millones, el 23 de diciembre de 2020, según el Banco Central. Es el mayor nivel alcanzado desde que la economía se dolarizó, hace 20 años. Hasta el 22 de diciembre, las reservas internacionales ascendieron a USD 5.347 millones, antes de que el país reciba el segundo desembolso del Fondo Monetario Internacional (FMI), de USD 2.030 millones.
Que ese monto sea elevado permite garantizar los depósitos de los ciudadanos, de los agentes públicos y privados, así como los recursos para la gestión y realización de obras en los diferentes niveles de gobierno.
Los recursos del FMI “generan confianza en la economía y contribuyen al fortalecimiento de la dolarización, a la reactivación del aparato productivo y a la ampliación de la cobertura de los programas de asistencia social”, sostiene el Banco Central.